# Franciszek Zatorski
Franciszek Zatorski (ur. 1800, zm. 4 listopada 1849 w Warszawie) – polski poeta.
Ukończył studia na Uniwersytecie Wileńskim, następnie pracował jako nauczyciel na Wileńszczyźnie i Mazowszu. Autor poematu Polowanie (1829), zbiorów Triolety (1830) i Pisma liryczne i religijne (1833) oraz poematu Znicz nad Niewiażą (1845). Zatorski zebrał i opracował litewską twórczość ludową, obejmującą pieśni i podania.